# حزب الهنشاك
حزب الهنشاك الاشتراكي الديموقراطي الأرمني (بالأرمنية: Սոցիալ Դեմոկրատ Հնչակեան Կուսակցութիւն) وتُقرأ «سوتسيال ديموكرات هنتشاكيان كوساكتسوتيون» وتختصر هنتشاك أو هنشاق (بالأرمنية:Հնչակ) أو (ՍԴՀԿ «سه تا هو كن»). هو حزب سياسي ديمقراطي اجتماعي ذو اتجاه يساري، أسسه مجموعة من الطلبة الأرمن سنة 1887 في جنيف، سويسرا. وذلك من أجل نيل أرمينيا استقلالها عن الإمبراطورية العثمانية في ذلك الحين.

## المؤسسون
- أفيتيس نازاربيكيان
- ماريام فاردانيان
- كيفورك غارادجيان
- روبين خان-آزاد
- كريستوفر أوهانيان
- غابريال كافيان
- مانويل مانويليان

## معنى الاسم
اسم الهنشاك يعني بالعربية "الجرس"، ويهدف الشعار إلى إبقاء الأرمن في حالة استيقاظ دائم بحثا عن الحرية.
خاض الهنشاك حربا ضارية للدفاع عن يريفان، عاصمة أرمينيا، في وجه محاولة الاقتحام التركية في موقعة سارداراباد بين 24 و26 أيار من العام 1918 إبان الحرب العالمية الأولى. سمح صد الهجوم التركي، بإعلان قيام دولة أرمينيا، لعامين قبل الالتحاق بالركب السوفياتي في العام 1920.

## هنشاك لبنان

### خلية هنشاك الأولى في بيروت
منذ عام 1890، اعتمد أعضاء الهنشاك مرفأ مدينة بيروت ممراً لهم إلى حلب وكيليكيا ومنها إلى عمق الإمبراطورية العثمانية. وفي ذات السنة وصل نازاربيكيان (أحد مؤسسي الحزب) إلى بيروت يرافقها أغاسي طور سركيسيان وذلك للعبور إلى عكا في فلسطين حيث كان عدد من مناضلي الحزب مسجونين في معتقل القلعة. وقد أسس أغاسي طور سركيسيان أول خلية حزبية في بيروت مكونة من عشر أشخاص، كانت مهمتهم الأساسية تسهيل مرور الثوار وتقديم المساعدات لهم أثناء القيام بالمهمات الحزبية.

### بدء التنظيم
وفي وقت لاحق جاء إلى الجامعة الأميريكية في بيروت لطلب العلم الدكتور طوروس طوروسيان أحد قياديي الحزب، وعمل على تأسيس خلية حزبية طلابية اثناء دراسته في لبنان بين الأعوام 1909 وحتى نهاية تحصيله العلمي. فيما بعد بتاريخ 15 حزيران 1915 شُنق في إسطنبول مع 19 من محازبي الهنشاك.

### بداية الحزب رسميا
ورد أول ذكر للتنظيم الرسمي لحزب الهنشاك في بيروت عام 1912، حيث تشير الرسالة الموجهة إلى المؤتمر العام السابع الذي انعقد في رومانيا عام 1913
"يعتذر الرفاق من المشاركة بسبب الاعتقالات وملاحقة السلطات العثمانية وعدم توفر إمكانات السفر" تحمل الرسالة توقيع د. ألطونيان. وتُشير الوثائق إلى وجود فروع حزبية في كل من طرابلس ودمشق وحلب منذ عام 1913.
بدأ النشاط الأساسي والواسع في لبنان بعد عام 1915 أي بعد الإبادة الجماعية والتهجبر القسري الذي تعرض له الشعب الأرمني في الإمبراطورية العثمانية، والذي بنتيجته هُجِّر الأرمن من وطنهم ووصلوا إلى سوريا ولبنان وفلسطين.

### في الحرب العالمية الأولى
إبان الحرب العالمية الأولى وقف الحزب إلى جانب الحلفاء ضد ألمانيا القيصرية والسلطنة العثمانية وتطوع أعداد كبيرة من الهنشاك في صفوف الجيش الفرنسي وشكلوا الكتيبة الشرقية التي قاتلت في المعركة التي وقعت قرب نابلس في 19 أيلول 1917 وهُزم يومها الجيش العثماني.

### موقفهم من الإنتداب الفرنسي على سوريا ولبنان
إنخرط الهنشاك في النضال ضد الإنتداب الفرنسي وإتّحد مع القوى المطالبة بالإستقلال واشتركت المنظمات الشبابية والحزبية في التحركات الميدانية، كان شباب الحزب يوزعون المناشير المناهضة للفرنسيين والداعية للإضراب والمواجهة، وكانو بدورهم يتصدون لجنود الاحتلال في الأحياء بإنشاء المتاريس والمشاركة بالمظاهرات الشعبية.

### الانخراط في الحياة السياسية اللبنانية
كان أول ظهور للحزب في الساحة السياسية اللبنانية خلال الانتخابات النيابية لعام 1934 حيث نجح مرشح الحزب وهرام ليلكيان بالحصول على أول مقعد نيابي للأرمن الأرثوذكس في تاريخ الانتخابات النيابية اللبنانية.

### في الحرب العالمية الثانية
أثناء الحرب العالمية الثانية، وقف الحزب إلى جانب الحلفاء ضد ألمانية النازية. ولما لم تكن هناك صِدامات عسكرية مباشرة في لبنان وسوريا انحصرت مشاركة الحزب بالدعاية والإعلان وجمع التبرعات وإرسالها إلى الوحدات الأرمنية المقاتلة ضمن صفوف الجيش السوفياتي.

### في السياسة اللبنانية قبل الحرب الأهلية
في عام 1952 حسم الحزب موقفه في المعارضة اللبنانية ومارس نشاطه السياسي في إطار الجبهة الاشتراكية بزعامة كمال جنبلاط وانتظم الحزب في صف اليسار اللبناني. ومع اندلاع ثورة 1958 عارض الحزب سياسة الرئيس كميل شمعون.

### الحرب الأهلية اللبنانية عام 1975
تضامن الحزب مع القضية الفلسطينية ورفض تفسير الحرب اللبنانية على خلفية طائفية. نظّم صفوف الشباب التابعين له وشكل فرقاً مسلحة للدفاع عن الأحياء ذات الأغلبية الأرمنية. تعرّضت بعض مؤسسات الحزب للتفجيرات إبان الحرب الأهلية.

### في الحياة السياسية بعد الحرب الأهلية اللبنانية
شارك الحزب في انتخابات 1992 واستطاع إيصال مرشحه الحزبي الدكتور يغيا جرجيان إلى البرلمان. في انتخابات 1996 و2000 و2005 استطاع الحزب المحافظة على مقعده النيابي في البرلمان اللبناني من خلال تحالفه مع اللوائح التي ترأسها الرئيس رفيق الحريري.

### إصدارات الحزب
يصدر الحزب في لبنان صحيفة أراراد (على اسم جبل أرارات) منذ 1937، ومركزه في بيروت.

## وصلات خارجية
- نبذة عن حزب الهنشاك في موقع البوابة الأرمنية في الشرق الأوسط
- نبذة عن الحزب في موقع 14 آذار
- الموقع الرسمي للحزب في لبنان